# Mapania wallichiana
Mapania wallichiana là loài thực vật có hoa trong họ Cói. Loài này được C.B. Clarke mô tả khoa học đầu tiên năm 1894.